# Niklas Rainer
Niklas Rainer (Falun, 9 maggio 1983) è un ex sciatore alpino svedese.

## Biografia
Originario di Borlänge e attivo dal gennaio del 1999, Niklas Rainer ha esordito in Coppa Europa il 3 dicembre 2001 a Val Thorens in slalom speciale e in Coppa del Mondo il 3 gennaio 2004 a Flachau in slalom gigante, in entrambi i casi senza terminare la prova. Nella stagione 2004-2005 in Coppa Europa ha ottenuto in slalom gigante il primo podio, il 17 dicembre a San Vigilio (3º), e le sue due vittorie di carriera, il 13 gennaio a Bad Kleinkirchheim e il 4 febbraio a Veysonnaz; sempre nel 2005 ha esordito ai Campionati mondiali e nella rassegna iridata di Bormio/Santa Caterina Valfurva si è classificato 14º nello slalom gigante.
Nel 2006 ha colto l'ultimo podio in Coppa Europa, il 21 febbraio a Madesimo in slalom gigante (3º), e il miglior piazzamento in Coppa del Mondo, il 10 dicembre a Reiteralm in supercombinata (7º); ai successivi Mondiali di Åre 2007 si è classificato 24º nella discesa libera, 25º nel supergigante, 14º nello slalom gigante e 29º nella supercombinata. Due anni dopo ai Mondiali di Val-d'Isère 2009, suo congedo iridato, è stato 20º nella discesa libera, 24º nello slalom gigante e 16º nella supercombinata.
Ha abbandonato le competizioni di massimo livello al termine della stagione 2009-2010: la sua ultima gara in Coppa del Mondo è stata la supercombinata di Wengen del 15 gennaio, chiusa da Rainer al 36º posto, e la sua ultima gara in Coppa Europa è stata lo slalom gigante di Kranjska Gora dell'8 marzo, che ha terminato al 29º posto. Da allora ha continuato a prendere parte a competizioni minori (campionati nazionali, gare FIS) fino al definitivo ritiro nel 2022.

## Palmarès

### Coppa del Mondo
- Miglior piazzamento in classifica generale: 62º nel 2007

### Coppa Europa
- Miglior piazzamento in classifica generale: 7º nel 2005
- 5 podi:
  - 2 vittorie
  - 1 secondo posto
  - 2 terzi posti

#### Coppa Europa - vittorie
| Data            | Località           | Paese    | Specialità |
| --------------- | ------------------ | -------- | ---------- |
| 13 gennaio 2005 | Bad Kleinkirchheim | Austria  | GS         |
| 4 febbraio 2005 | Veysonnaz          | Svizzera | GS         |

Legenda:

GS = slalom gigante

### Australia New Zealand Cup
- Vincitore dell'Australia New Zealand Cup nel 2010
- Vincitore della classifica di slalom gigante nel 2010
- 6 podi:
  - 4 vittorie
  - 1 secondo posto
  - 1 terzo posto

#### Australia New Zealand Cup - vittorie
| Data              | Località     | Paese         | Specialità |
| ----------------- | ------------ | ------------- | ---------- |
| 19 agosto 2009    | Mount Hotham | Australia     | GS         |
| 8 settembre 2009  | Mount Hutt   | Nuova Zelanda | SG         |
| 8 settembre 2009  | Mount Hutt   | Nuova Zelanda | SC         |
| 12 settembre 2009 | Mount Hutt   | Nuova Zelanda | GS         |

Legenda:

SG = supergigante

GS = slalom gigante

SC = supercombinata

### Campionati svedesi
- 7 medaglie:
  - 3 ori (slalom gigante, slalom parallelo[1] nel 2005; slalom gigante nel 2007)
  - 3 argenti (discesa libera, supercombinata nel 2008; discesa libera nel 2009)
  - 1 bronzo (discesa libera nel 2007)